# Черномордик, Лев Исаакович
Лев Исаакович Черномордик — советский инженер-теплотехник, лауреат Государственной премии СССР (1969).

## Биография
Родился 02.01.1926 г. в д. Рясно Витебской области. Член КПСС с 1948 г.
В 1943—1950 гг. служил в армии. Награждён орденом Отечественной войны II степени (06.04.1985).
После демобилизации окончил Ивановский энергетический институт (1956), работал инженером.
С 1960 г. научный сотрудник, с 1965 г. начальник лаборатории в ГНИИПИ азотной промышленности и продуктов органического синтеза.
Кандидат технических наук (1969).
Лауреат Государственной премии СССР (1969, в составе коллектива) — за научно-техническую разработку и внедрение в народное хозяйство энерготехнологического агрегата производства азотной кислоты под давлением 7,3 атм с газотурбинным приводом компрессора и каталитической очисткой выхлопных газов от окислов азота.
В начале 1990-х гг. эмигрировал в США, в 2020 году жил в Чарльстоне (Южная Каролина), некоторое время работал там в колледже.